# Brachypremna australis
Brachypremna australis är en tvåvingeart som beskrevs av Alexander 1923. Brachypremna australis ingår i släktet Brachypremna och familjen storharkrankar. Inga underarter finns listade i Catalogue of Life.